# Opistognathus ctenion
Opistognathus ctenion — вид окунеподібних риб родини Opistognathidae. Описаний у 2023 році.

## Поширення
Вид поширений на півдні Японії. Типові три зразки зібрані біля островів Осумі та на півдні архіпелагу Рюкю на глибині 35–57 м.

## Опис
Дрібна рибка завдовжки до 3 см. Тіло червонувато-коричневе з 3 або 4 поздовжніми рядами з 8–10 білуватих плям; щока з п'ятьма або шістьма білуватими плямами; морда, підочноямкова ділянка та обидві щелепи без плям і смуг; остистий спинний плавець з оцеллюсом між 2-м і 5-м шипами; спинний плавець з м'якими променями з двома червонувато-оранжевими смугами; основа грудного плавця з однією-двома білуватими плямами; хвостовий плавець рівномірно блідо-помаранчевий або червонувато-жовтий.